# Plagiosterna
Plagiosterna är ett släkte av skalbaggar som beskrevs av Victor Ivanovitsch Motschulsky 1860. Plagiosterna ingår i familjen bladbaggar.
Släktet innehåller bara arten Plagiosterna aenea.